# Freddy Loix
Freddy Loix (* 10. November 1970 in Tongern) ist ein belgischer Rallyefahrer. Sein Spitzname lautet „Fast Freddy“.

## Karriere

### Anfänge
Freddy Loix begann seine Rennfahrer-Karriere im Kartsport. Er setzte seine Karriere jedoch nicht auf der Rundstrecke fort, sondern kaufte 1990 einen alten Lancia Delta HF Turbo der Gruppe N und fuhr damit Rallyes. Im folgenden Jahr erhielt er einen Mitsubishi Galant VR-4, mit dem er dann in der belgischen Rallye-Meisterschaft an den Start ging.

### Erste Erfolge mit Opel und Toyota
1993 wurde Loix Werksfahrer im Team des belgischen Opel-Importeurs, der ihm einen Opel Astra GSi der Formel 2 zur Verfügung stellte. Außerdem wurde er nun von Marlboro gesponsert. Ende des Jahres gab er bei der Rallye San Remo sein Debüt in der Rallye-Weltmeisterschaft. Mit dem neunten Gesamtrang erzielte er auf Anhieb seine ersten zwei Weltmeisterschaftspunkte. 1994 wurde er belgischer Formel-2-Meister.
Der nächste Schritt seiner Karriere folgte 1996, als Loix vom belgischen Toyota-Team einen Toyota Celica GT-Four der Gruppe A erhielt. Er nahm an drei Rallyes in der Weltmeisterschaft teil und erreichte dabei zwei Mal den vierten Platz. Damit belegte er am Saisonende den achten Platz in der Fahrerwertung. In der Saison 1997 erreichte er bei der Rallye Portugal mit dem zweiten Platz sein erstes Podiumsergebnis und belegte den neunten Meisterschaftsplatz. Bei der Rallye San Remo Ende des Jahres war er zum ersten Mal mit dem neuen Toyota Corolla WRC am Start, mit dem er in der Saison 1998 nun regelmäßig Rallyes bestritt. Mit einem dritten Platz bei der Rallye Portugal und Platz zwei bei der Rallye Katalonien begann er die Saison in der Rallye-Weltmeisterschaft sehr erfolgreich. Obwohl er nur zu vier Läufen angetreten war, erreichte er in der Wertung der Weltmeisterschaft erneut den achten Platz.

### Etablierung in der Rallye-WM bei Mitsubishi

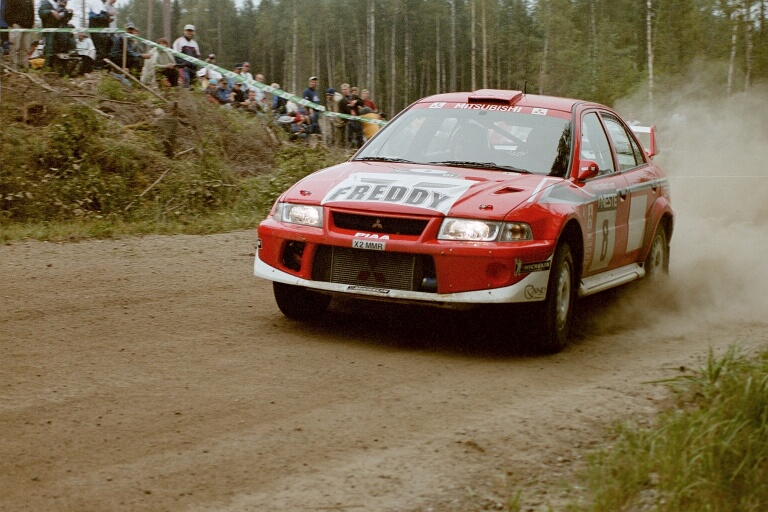
Freddy Loix im Mitsubishi Lancer Evo VI bei der Rallye Finnland 2001

Zur Saison 1999 wechselte Loix zum Mitsubishi-Werksteam, das den Mitsubishi Lancer Evo VI einsetzte, der noch auf dem Gruppe-A-Reglement basierte. Dort absolvierte er nun seine erste komplette Saison in der Rallye-Weltmeisterschaft. Der Umstieg verlief jedoch nicht ganz reibungslos. Während sein Teamkollege Tommi Mäkinen Weltmeister wurde, erreichte Loix nie das Podium. Dennoch verpasste er es mit vier vierten Plätzen, davon hauptsächlich in der zweiten Saisonhälfte, immer wieder nur knapp. Die Saison beendete er wie schon im Vorjahr auf dem achten Meisterschaftsplatz. Nebenbei bestritt Loix auch wieder die zur Europameisterschaft zählende Ypern-Rallye in Belgien, die er zum vierten Mal in Folge gewann.
2000 hatte der Mitsubishi Lancer Evo VI seine besten Zeiten bereits hinter sich und war gegen die neueren Fahrzeuge der Konkurrenzteams nur noch eingeschränkt wettbewerbsfähig. Dadurch verringerten sich die Aussichten auf gute Platzierungen für Loix. Bis Saisonende sammelte er gerade einmal vier Punkte, womit er Platz 15 in der Meisterschaft belegte. 2001 konnte Loix weiterhin nicht um Spitzenplätze mitfahren, erzielte aber wieder regelmäßig Punkte. Ab dem letzten Saisondrittel brachte Mitsubishi mit dem Lancer WRC zwar eine Neuentwicklung an den Start, diese erwies sich jedoch als noch weniger konkurrenzfähig als das Vorgängermodell. Mit neun Zählern belegte er am Saisonende in der Wertung Platz 13.

### Tiefpunkt bei Hyundai und Gaststarts mit Peugeot
Anfang 2002 schloss Loix einen Zweijahresvertrag mit Hyundai ab. Mit dem unterlegenen Hyundai Accent WRC entwickelte sich allerdings erneut eine schwierige Saison. Ein sechster Platz bei der Rallye Neuseeland gegen Ende des Jahres blieb sein einziges Punkteergebnis. Mit nur einem Punkt belegte er den 19. Platz in der Fahrerwertung. Wegen des niedrigen Budgets seines Teams konnte das Fahrzeug nicht nennenswert weiterentwickelt werden und so setzten sich die schwachen Resultate auch in der Saison 2003 fort. Nach der Einführung des neuen Punktesystems reichte Loix ein achter Platz bei der Rallye Australien zu einem erneuten Punktgewinn. Allerdings blieb diese Rallye auch die letzte, die er mit dem Hyundai absolvierte, da sich das Team bereits im September vorzeitig aus der Weltmeisterschaft zurückzog.

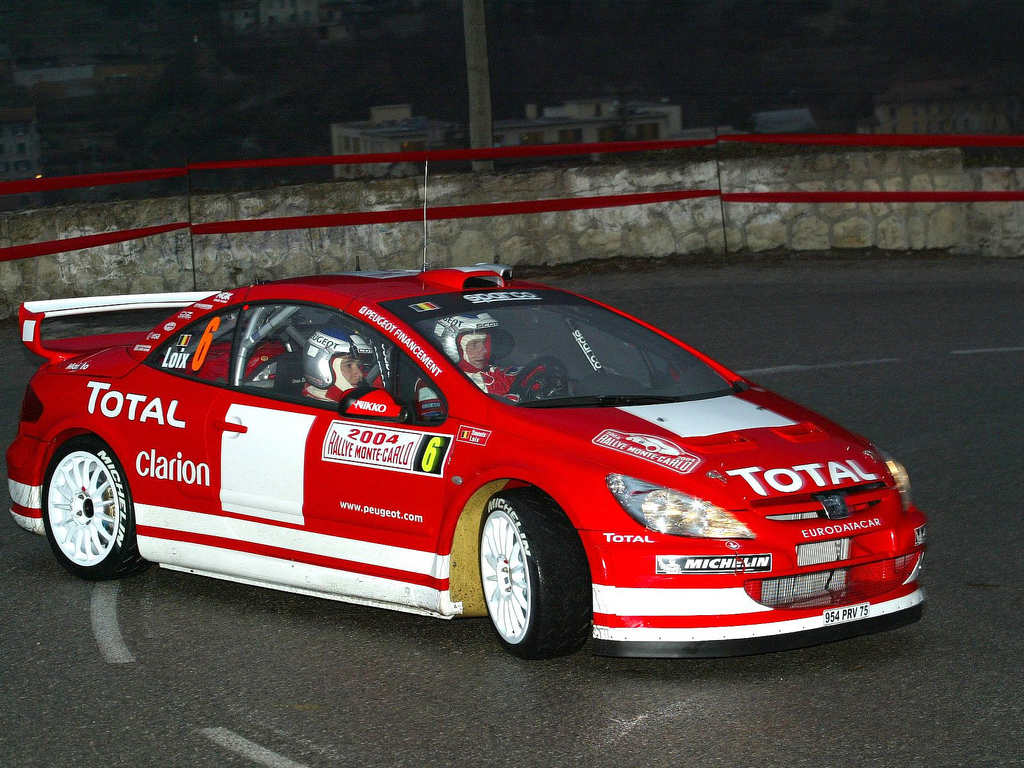
Freddy Loix im Peugeot 307 WRC bei der Rallye Monte Carlo 2004

Nachdem Loix bei drei Rallyes pausiert hatte, erhielt er bei Peugeot für die Rallye Großbritannien ein Cockpit in einem Peugeot 206 WRC. Bei der Rallye erzielte er mit Platz sechs sein bestes Ergebnis seit einem Jahr und fuhr weitere drei Punkte ein. So verbesserte er sich noch auf den 14. Meisterschaftsplatz. Peugeot hielt auch zu Saisonbeginn 2004 an Loix fest und er bekam nun einen neuen Peugeot 307 WRC. In die Saison startete er mit einem fünften Platz bei der Rallye Monte Carlo wieder erfolgreich, aber dennoch wurde er bereits nach der zweiten Rallye ausgetauscht. Erst im weiteren Verlauf der Saison kam er noch zu drei weiteren Einsätzen. Da er bei allen Zielankünften Punkte mitnahm, beendete er die Saison trotz nur fünf Rallyeteilnahmen auf Platz zehn in der Fahrerwertung. Dies war seine beste Platzierung seit fünf Jahren. Nach der Saison 2004 trat Loix aus der Rallye-Weltmeisterschaft zurück.

### Intercontinental Rally Challenge
Unmittelbar nach seiner Zeit in der Rallye-Weltmeisterschaft war Loix zunächst von der internationalen Bildfläche verschwunden. Seine einzigen Auftritte hatte er nun mit schwächeren Super-1600-Fahrzeugen bei kleineren Rallyes, aber auch bei der Rallye Dakar. Ab 2007 engagierte er sich regelmäßig in der neu gegründeten Intercontinental Rally Challenge. Nachdem er bereits mit einem VW Polo S2000 bei der Ypern-Rallye an den Start gegangen war, setzte er ab der zweiten Saisonhälfte einen privaten Fiat Abarth Grande Punto S2000 ein. Die Rallye International du Valais beendete er auf dem vierten Platz, womit er fünf Punkte einfuhr.

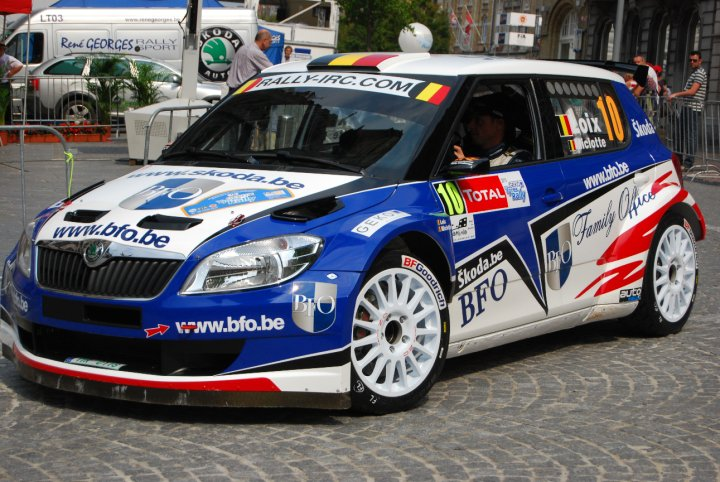
Freddy Loix im Škoda Fabia S2000 bei der Ypern-Rallye 2010

Zur Saison 2008 erhielt Loix beim belgischen Team Kronos Racing ein Cockpit für die komplette Saison in einem Peugeot 207 S2000. Dort konnte er endlich wieder an alte Erfolge anknüpfen und erzielte bei der Ypern-Rallye, der Barum Czech Rally Zlín und der Rallye International du Valais drei Siege während der Saison. Diese beendete er als Fahrer mit den meisten Siegen auf dem zweiten Gesamtrang hinter seinem Teamkollegen Nicolas Vouilloz. Auch 2009 ging er wieder für Kronos Racing an den Start. Die Saison begann er mit Platz zwei bei der Rallye Monte Carlo erfolgreich, eine weitere Podiumsplatzierung folgte bei der Ypern-Rallye. Obwohl er sieglos blieb, belegte er in der Fahrerwertung Platz drei.
2010 wurde Loix Werksfahrer bei Škoda und trat mit einem Škoda Fabia S2000 in der Intercontinental Rally Challenge an. Von vier absolvierten Rallyes in der Saison 2010 gewann er drei, die Ypern-Rallye zum inzwischen sechsten Mal, die Rali Vinho da Madeira und die Barum Czech Rally Zlín. Diese Erfolge reichten zum vierten Platz in der Gesamtwertung. Beim Auftakt der folgenden Saison, der Rallye Monte Carlo 2011, erreichte er den zweiten Platz. Nach seinem Sieg bei der Geko Ypres Rally 2011 übernahm Loix die Führung in der Meisterschaft. Nach der Sata Rallye Açores 2011, an der er nicht teilgenommen hatte, verlor er die Führung wieder. Sein Beifahrer war Frédéric Miclotte.

## Statistik

### WRC-Ergebnisse
| Saison | Team                         | Fahrzeug                 | 1       | 2       | 3       | 4       | 5       | 6       | 7       | 8       | 9       | 10      | 11      | 12     | 13      | 14      | 15      | 16  | Punkte | Pos. |
| ------ | ---------------------------- | ------------------------ | ------- | ------- | ------- | ------- | ------- | ------- | ------- | ------- | ------- | ------- | ------- | ------ | ------- | ------- | ------- | --- | ------ | ---- |
| 1993   | Opel Team Belgium            | Opel Astra GSi           | MON     | SWE     | POR     | KEN     | FRA     | GRE     | ARG     | NZL     | FIN     | AUS     | ITA 9   | ESP    | GBR     |         |         |     | 2      | 55   |
| 1994   | Opel Team Belgium            | Opel Astra GSi           | MON     | POR     | KEN     | FRA     | GRE     | ARG     | NZL     | FIN 21  | ITA 24  | GBR     |         |        |         |         |         |     | 0      | –    |
| 1995   | Opel Team Belgium            | Opel Astra GSi           | MON     | SWE     | POR DNF | FRA 14  | NZL     | AUS     | ESP     | GBR     |         |         |         |        |         |         |         |     | 0      | –    |
| 1996   | Toyota Castrol Team          | Toyota Celica GT-Four    | SWE     | KEN     | IDN     | GRE 7   | ARG     | FIN     | AUS     | ITA 4   | ESP 4   |         |         |        |         |         |         |     | 24     | 8    |
| 1997   | Toyota Castrol Team          | Toyota Celica GT-Four    | MON 16  | SWE     | KEN     | POR 2   | ESP     | FRA     | ARG     | GRE DNF | NZL     | FIN 37  | IDN     |        | AUS 7   | GBR     |         |     | 8      | 9    |
| 1997   | Toyota Castrol Team          | Toyota Corolla WRC       |         |         |         |         |         |         |         |         |         |         |         | ITA 5  |         |         |         |     | 8      | 9    |
| 1998   | Toyota Castrol Team          | Toyota Corolla WRC       | MON     | SWE     | KEN     | POR 3   | ESP 2   | FRA     | ARG     | GRE 5   | NZL     | FIN     | ITA     | AUS 6  | GBR     |         |         |     | 13     | 8    |
| 1999   | Marlboro Mitsubishi Ralliart | Mitsubishi Lancer Evo VI | MON DNF | SWE 9   | KEN DNF | POR     | ESP 4   | FRA 8   | ARG DNF | GRE 4   | NZL 8   | FIN 10  | CHN DNF | ITA 4  | AUS 4   | GBR 5   |         |     | 14     | 8    |
| 2000   | Marlboro Mitsubishi Ralliart | Mitsubishi Lancer Evo VI | MON 6   | SWE 8   | KEN DNF | POR 6   | ESP 8   | ARG 5   | GRE DNF | NZL DNF | FIN DNF | CYP 8   | FRA DNF | ITA 8  | AUS DNF | GBR DNF |         |     | 4      | 15   |
| 2001   | Marlboro Mitsubishi Ralliart | Mitsubishi Lancer Evo VI | MON 6   | SWE 13  | POR DNF | ESP 4   | ARG 6   | CYP 5   | GRE 9   | KEN 5   | FIN 10  | NZL 11  |         |        |         |         |         |     | 9      | 13   |
| 2001   | Marlboro Mitsubishi Ralliart | Mitsubishi Lancer WRC    |         |         |         |         |         |         |         |         |         |         | ITA 12  | FRA 12 | AUS 11  | GBR DNF |         |     | 9      | 13   |
| 2002   | Hyundai Castrol WRT          | Hyundai Accent WRC       | MON DNF | SWE DNF | FRA 9   | ESP 10  | CYP DNF | ARG DNF | GRE DNF | KEN DNF | FIN 9   | GER DNF | ITA 28  | NZL 6  | AUS DNF | GBR 8   |         |     | 1      | 19   |
| 2003   | Hyundai Castrol WRT          | Hyundai Accent WRC       | MON DNF | SWE 10  | TUR 10  | NZL DNF | ARG DNF | GRE DNF | CYP DNF | GER 11  | FIN 10  | AUS 8   | ITA     | FRA    | ESP     |         |         |     | 4      | 14   |
| 2003   | Marlboro Peugeot Total       | Peugeot 206 WRC          |         |         |         |         |         |         |         |         |         |         |         |        |         | GBR 6   |         |     | 4      | 14   |
| 2004   | Marlboro Peugeot Total       | Peugeot 307 WRC          | MON 5   | SWE DNF | MEX     | NZL     | CYP     | GRE     | TUR     | ARG     | FIN     | GER 6   | JPN     | GBR    | ITA     | FRA 7   | ESP DNF | AUS | 9      | 10   |

### IRC-Ergebnisse
| Saison | Team                 | Fahrzeug                       | 1     | 2       | 3       | 4     | 5       | 6       | 7     | 8       | 9       | 10    | 11  | 12  | Punkte | Pos. |
| ------ | -------------------- | ------------------------------ | ----- | ------- | ------- | ----- | ------- | ------- | ----- | ------- | ------- | ----- | --- | --- | ------ | ---- |
| 2006   | Duindisteel          | Citroën C2 S1600               | RSA   | YPR 4   | MAD     | SAN   |         |         |       |         |         |       |     |     | 5      | 13   |
| 2007   | Belgian VW Club      | VW Polo S2000                  | SAF   | TUR     | YPR DNF |       |         |         |       |         |         |       |     |     | 5      | 16   |
| 2007   | Freddy Loix          | Fiat Abarth Grande Punto S2000 |       |         |         | RUS   | MAD DNF | ZLI DNF | SAN 9 | VAL 4   | CHN     |       |     |     | 5      | 16   |
| 2008   | Peugeot Team Benelux | Peugeot 207 S2000              | IST 8 | POR DNF | YPR 1   | RUS 4 | MAD 6   | ZLI 1   | AST 3 | SAN 5   | VAL 1   | CHN   |     |     | 48     | 2    |
| 2009   | Peugeot Team Benelux | Peugeot 207 S2000              | MON 2 | CUR 4   | SAF     | AZO 4 | YPR 3   | RUS     | MAD 6 | ZLI DNF | AST 4   | SAN 4 | SCO |     | 37     | 3    |
| 2010   | Škoda Motorsport     | Škoda Fabia S2000              | MON   | CUR     | ARG     | CAN   | SAR     | YPR 1   | AZO   | MAD 1   | ZLI 1   | SAN 3 | SCO | CYP | 36     | 4    |
| 2011   | Škoda Motorsport     | Škoda Fabia S2000              | MON 2 |         |         |       |         |         |       |         |         |       |     |     | 103    | 6    |
| 2011   | BFO-Škoda Rally Team | Škoda Fabia S2000              |       | CAN 4   | COR 3   | YAL   | YPR 1   | AZO     | ZLI 2 | MEC 3   | SAN DNF | SCO   | CYP |     | 103    | 6    |

1. ↑  Freddy Loix erzielte in der IRC 2008 insgesamt 49 Punkte. Da jedoch reglementbedingt nur die besten sieben Ergebnisse für die Gesamtwertung berücksichtigt werden, flossen nur 48 Punkte in die Wertung ein.